# Jon Huber
Jon Huber (Rochester (New York), 16 december 1979 - Jacksonville (Florida), 26 december 2020), beter bekend als Luke Harper en Brodie Lee, was een Amerikaans professioneel worstelaar die vooral bekend is van zijn tijd bij de World Wrestling Entertainment (WWE) en All Elite Wrestling (AEW).
Van 2003 tot 2012 werkte Lee onder de ringnaam Brodie Lee in het onafhankelijk circuit voor organisaties zoals Chikara, Ring of Honor (ROH), Dragon Gate USA (DGUSA) en Squared Circle Wrestling (2CW), evenals Dragon Gate (DG) in Japan, waar hij verschillende kampioenschappen aan zijn prijzenkast heeft toegevoegd.
In 2012 tekende Huber bij WWE en werd verwezen naar WWE's voormalige opleidingscentrum, Florida Championship Wrestling (FCW), voor dat hij debuteerde in NXT als lid van The Wyatt Family. Het grootste deel van zijn carrière in WWE, was hij nauw verbonden met leden van de Wyatt Family, Bray Wyatt en Erick Rowan, waar hun één keer het NXT Tag Team Championship wonnen op een aflevering van NXT. Tevens wonnen ze ook één keer het WWE SmackDown Tag Team Championship bij het evenement TLC: Tables, Ladders & Chairs 4 december 2016. Harper en Rowan zette hun team voort als The Bludgeon Brothers en hadden het SmackDown Tag Team Championship nog één keer kunnen veroveren bij het evenement WrestleMania 34 op 8 april 2018. Tijdens een korte solocarrière, veroverde Harper nog het WWE Intercontinental Championship op een aflevering van Monday Night Raw op 17 november 2014. In december 2019 werd Harper vrijgegeven van zijn contract door WWE.
In maart 2020 debuteerde Huber voor de worstelorganisatie All Elite Wrestling (AEW) onder de ringnaam Mr. Brodie Lee en onthulde zichzelf als "The Exalted One" (de anonieme leider van de formatie The Dark Order). In augustus van datzelfde voegde hij het AEW TNT Championship aan zijn prijzenkast toe, die hij won bij een aflevering van Dynamite op 22 augustus 2020.

## Professioneel worstel-carrière (2003–2020)
Voordat Huber voor de WWE worstelde, was hij actief bij verscheidene onafhankelijke worstelorganisaties zoals Alpha-1 Wrestling, Chikara (2007-2012), Ring of Honor (ROH) (2008-2009), Jersey All Pro Wrestling (JAPW) (2009-2011) en Dragon Gate USA (DGUSA) (2010-2011).

### WWE (2012-2019)
In een aflevering van NXT op 7 november 2012, maakte hij zijn debuut en werd lid van The Wyatt Family waar Bray Wyatt, de leider van de groep, en Erick Rowan ook deel uitmaakten. In mei 2013 veroverden hij en Rowan het NXT Tag Team Championship door het duo Adrian Neville en Oliver Grey te verslaan. Op 20 juni 2013 moesten ze de titel afstaan aan Adrian Neville en Corey Graves. Op 17 november 2014 op RAW won Harper het Intercontinental Championship van Dolph Ziggler.

#### Hoofdrooster
Vanaf 27 mei 2013, in een aflevering van Raw, vertoonde de WWE wekelijks vignetten van The Wyatt Family. Op 8 juli 2013 maakte hij, met Erick Rowan en Bray Wyatt, als The Wyatt Family, hun debuut op Raw en vielen Kane aan.

#### 2019
Na een afwezigheid van vijf maanden, wegens een operatie aan de onderarm/pols, won Huber (als Luke Harper) zijn eerste wedstrijd op WWE NXT van de 2 meter lange Dominik Dijakovic, die tijdens de wedstrijd enkele malen dicht bij een overwinning kwam. Het verschil in postuur was niet zo groot, Harper is iets zwaarder dan Dijakovic en ongeveer 5 cm kleiner. Harper werd enthousiast door de fans onthaald, wat in de tijd van de Wyatt Family niet vaak voorkwam, hoewel er bij de meeste shows wel fans van de Wyatt Family waren.

### All Elite Wrestling (2020)
Op 18 maart 2020 verscheen Huber in een aflevering van AEW Dynamite. Na een maandenlange opbouw van de mysterieuze leider van The Dark Order, onthulde Huber zichzelf onder de naam Brodie Lee. Hij was een paar weken onverslaanbaar, totdat hij AEW World Champion Jon Moxley uitdaagde voor een kampioenschapswedstrijd bij het evenement Double or Nothing. Bij het evenement op 23 mei 2020 verloor hij de eerste keer. Gedurende de volgende maanden had Lee nieuwe leden aangeworven in The Dark Order. Op 22 augustus 2020 bij een aflevering van Dynamite won hij het AEW TNT Championship van Cody. Na de wedstrijd, viel Lee bondgenoten aan van Cody met behulp van The Dark Order. Op 5 september 2020, bij het evenement All Out, verloor Lee met Dark Order leden Colt Cabana, Evil Uno en Stu Grayson van Matt Cardona, Scorpio Sky, Dustin Rhodes en QT Marshall. Op 8 september 2020, bij een aflevering van Dynamite, behield Lee zijn AEW TNT Championship door een overwinning op Cody. Lee daagde Cody uit voor een Dog Collar wedstrijd voor het kampioenschap. De wedstrijd vond plaats op 7 oktober 2020 bij een aflevering van Dynamite waar hij verloor als kampioen voor 55 dagen. Kort daarna nam Lee vrij vanwege een blessure.

## Dood
Op 26 december 2020 overleed Huber op 41-jarige leeftijd aan een niet-covid gerelateerde longaandoening. Zijn vrouw bevestigde via Instagram dat hij longproblemen had in het Mayo Clinic in Jacksonville, Florida. Sinds eind oktober 2020 werd hij geholpen in de IC.

## Prestaties
- Alpha-1 Wrestling

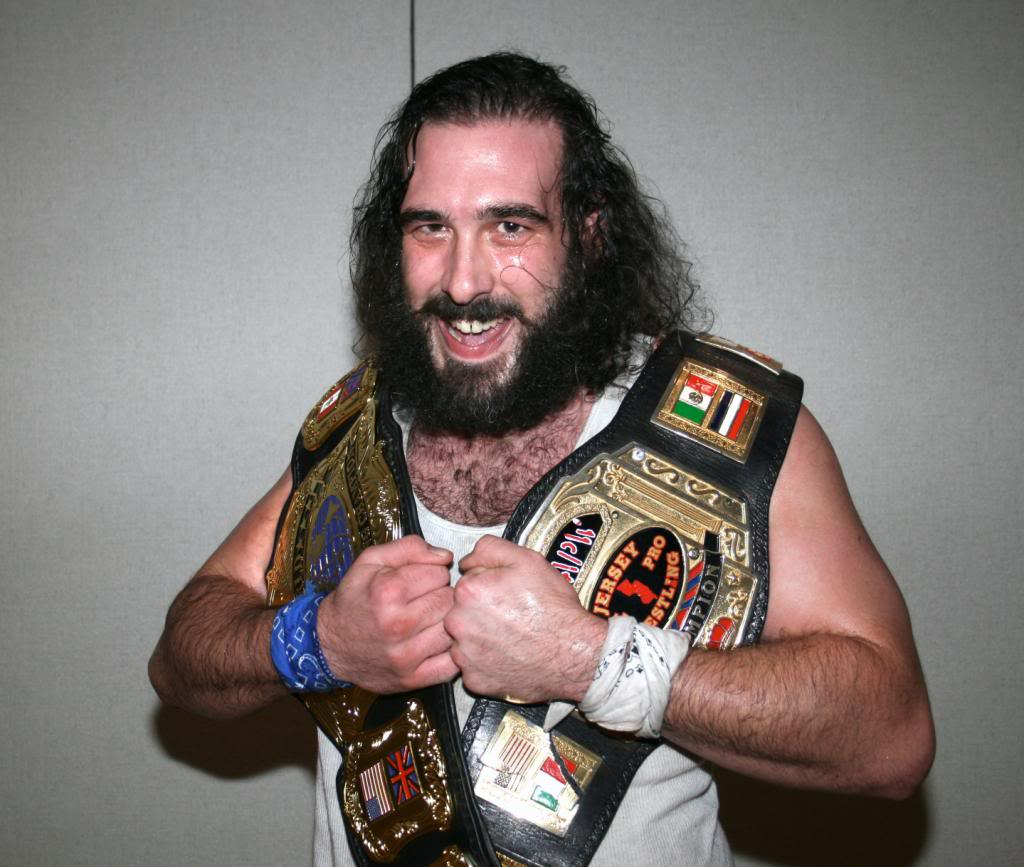
Lee met het JAPW Heavyweight en Tag Team Championship in november 2010

  - A1 Zero Gravity Championship (1 keer)[2]
- All Elite Wrestling
  - AEW TNT Championship (1 keer)[2]
- Jersey All Pro Wrestling
  - JAPW Heavyweight Championship (1 keer)[2]
  - JAPW New Jersey State Championship (1 keer)[2]
  - JAPW Tag Team Championship (1 keer: met Necro Butcher[2]
- Next Era Wrestling
  - NEW Heavyweight Championship (1 keer)[2]

- NWA Empire

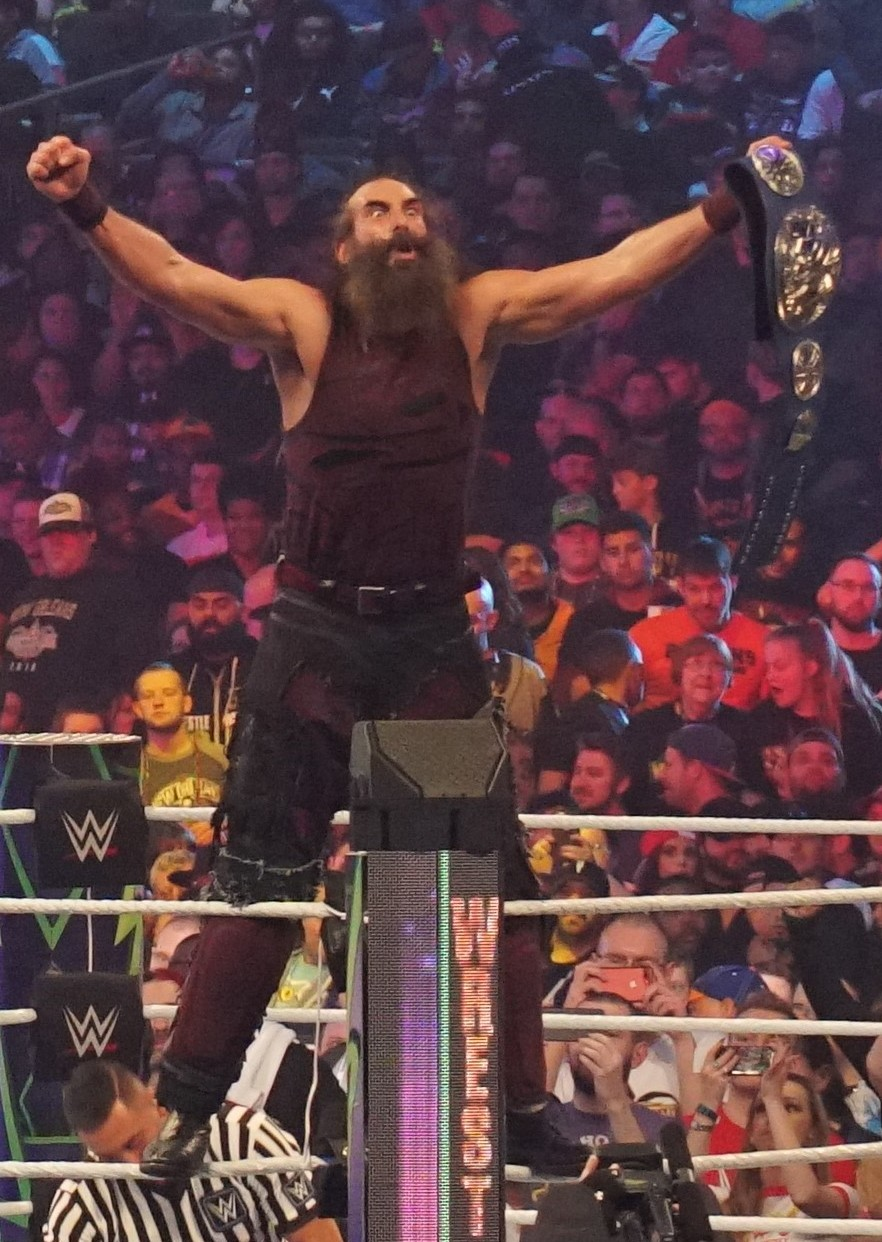
Harper met het WWE SmackDown Tag Team Championship, die hij twee keer won met Rowan als The Bludgeon Brothers.

  - NWA Empire Heavyweight Championship (1 keer)[2]
- NWA Mississippi
  - NWA Southern Television Championship (1 keer)[2]
- Pro Wrestling Illustrated
  - Gerangschikt op #24 van de top 500 worstelaars in de PWI 500 in 2015[25]
- Rochester Pro Wrestling / NWA Upstate / NWA New York
  - NWA Upstate Kayfabe Dojo Championship (1 keer)[2]
  - NWA Upstate/NWA New York Heavyweight Championship (3 keer)[2]
  - RPW Tag Team Championship (1 keer: met Freddie Midnight)[2]
  - RPW / NWA Upstate Television Championship (1 keer)[2]
- Squared Circle Wrestling
  - 2CW Heavyweight Championship (2 keer)[2]
- World of Hurt Wrestling
  - WOHW United States Championship (3 keer)[2]
- Wrestling Observer Newsletter
  - Best Gimmick (2013) - als lid van The Wyatt Family[25]
- WWE
  - NXT Tag Team Championship met (1 keer) - met Erick Rowan[2]
  - WWE Intercontinental Championship (1 keer)[2]
  - WWE SmackDown Tag Team Championship (2 keer) - 1x met Bray Wyatt & Randy Orton en 1x met Rowan[2]
  - Match of the Year (2014) Team Cena vs. Team Authority bij het evenement Survivor Series